# Rot-Weiss Essen 2000-2001
Questa voce raccoglie le informazioni riguardanti il Rot-Weiss Essen nelle competizioni ufficiali della stagione 2000-2001.

## Stagione
Nella stagione 2000-2001 il Rot Weiss Essen, allenato da Klaus Berge e Frank Kurth, concluse il campionato di Regionalliga nord al 13º posto.

## Rosa
| N. |                        | Ruolo | Calciatore       |
| -- | ---------------------- | ----- | ---------------- |
| 1  | Germania (bandiera)    | P     | Christoph Müller |
| 5  | Paesi Bassi (bandiera) | D     | Mirano Carrilho  |
| 6  | Germania (bandiera)    | C     | Christoph Chylla |
| 7  | Croazia (bandiera)     | D     | Ivan Konjevic    |
| 9  | Germania (bandiera)    | A     | Sascha Wolf      |
| 10 | Ucraina (bandiera)     | C     | Andrey Polunin   |
| 11 | Germania (bandiera)    | A     | Ulf Raschke      |
| 15 | Germania (bandiera)    | D     | Heiner Backhaus  |
| 16 | Germania (bandiera)    | C     | Holger Karp      |
| 17 | Germania (bandiera)    | C     | Ali Bilgin       |
| 18 | Germania (bandiera)    | C     | Andreas Winkler  |
| 20 | Germania (bandiera)    | C     | Markus Kaya      |
| 21 | Paesi Bassi (bandiera) | A     | Erwin Koen       |
| 22 | Germania (bandiera)    | D     | Olaf Skok        |

| N. |                                 | Ruolo | Calciatore        |
| -- | ------------------------------- | ----- | ----------------- |
| 22 | Germania (bandiera)             | D     | Benjamin Weigelt  |
| 23 | Germania (bandiera)             | D     | Helmut Rahner     |
| 24 | Germania (bandiera)             | D     | Dennis Brinkmann  |
| 24 | Ungheria (bandiera)             | D     | Krisztián Szóllar |
|    | Germania (bandiera)             | P     | Wolfgang Wiesner  |
|    | Germania (bandiera)             | D     | Marco Förster     |
|    | Germania (bandiera)             | D     | Manuel Guglielmi  |
|    | Paesi Bassi (bandiera)          | D     | Maurice Rayer     |
|    | Bosnia ed Erzegovina (bandiera) | D     | Dzemo Smjecanin   |
|    | Germania (bandiera)             | D     | Dominic Tempel    |
|    | Germania (bandiera)             | C     | Michael Baum      |
|    | Germania (bandiera)             | C     | Michael Borzek    |
|    | Germania (bandiera)             | C     | Marcus Voike      |
|    | Turchia (bandiera)              | A     | Sabahudin Glogic  |

## Organigramma societario
Area tecnica
- Allenatore: Frank Kurth
- Allenatore in seconda:
- Preparatore dei portieri:
- Preparatori atletici:
- Analisi video:

## Calciomercato

### Sessione estiva
| Acquisti | Acquisti          | Acquisti            | Acquisti |
| R.       | Nome              | da                  | Modalità |
| -------- | ----------------- | ------------------- | -------- |
| C        | Holger Karp       | LR Ahlen            |          |
| D        | Heiner Backhaus   | Werder Brema U19    |          |
| D        | Mirano Carrilho   | Haarlem             |          |
| C        | Christoph Chylla  | Bayer Leverkusen II |          |
| D        | Marco Förster     | Sachsen Lipsia      |          |
| A        | Oliver Hirschlein | Lubecca             |          |
| A        | Erwin Koen        | Göttingen           |          |
| C        | Andrey Polunin    | St. Pauli           |          |
| D        | Helmut Rahner     | Preußen Münster     |          |
| A        | Ulf Raschke       | LR Ahlen            |          |
| D        | Maurice Rayer     | VVV-Venlo           |          |
| D        | Krisztián Szóllar | Schalke 04          |          |
| P        | Wolfgang Wiesner  | Paderborn           |          |
| C        | Andreas Winkler   | Magdeburgo          |          |

| Cessioni | Cessioni         | Cessioni             | Cessioni |
| R.       | Nome             | a                    | Modalità |
| -------- | ---------------- | -------------------- | -------- |
| A        | Tuncay Aksoy     | Erzurumspor          |          |
| A        | Marco Antwerpen  | Fortuna Colonia      |          |
| C        | Volkan Arslan    | Adanaspor            |          |
| C        | Siegmar Bieber   | Westfalia Herne      |          |
| D        | Marco Cacic      | Borussia Neunkirchen |          |
| D        | Igor Denysiuk    | Straelen             |          |
| A        | Oliver Ebersbach | Velbert              |          |
| C        | Knut Hartwig     | Wuppertal II         |          |
| C        | Marcus John      | SV Wilhelmshaven     |          |
| P        | Thomas Krause    | SC Hassel            |          |
| C        | Michael Oelkuch  | Aalen                |          |
| C        | Markus Staar     | Uerdingen 05         |          |
| P        | Christian Wetklo | Magonza              |          |
| C        | Armando Zani     | Magdeburgo           |          |

### Sessione invernale
| Acquisti | Acquisti | Acquisti | Acquisti |
| R.       | Nome     | da       | Modalità |
| -------- | -------- | -------- | -------- |

| Cessioni | Cessioni          | Cessioni              | Cessioni |
| R.       | Nome              | a                     | Modalità |
| -------- | ----------------- | --------------------- | -------- |
| A        | Oliver Hirschlein | Eintracht Norderstedt |          |
| A        | Collins Tchapda   | Erkenschwick          |          |

## Risultati

### Regionalliga nord

#### Girone di andata
| Arbitro: | Hielscher |

|                             |           |  |
| Jesse 58’ (rig.) Empere 80’ | Marcatori |  |

| Arbitro: | Kemmling |

|                                 |           |          |
| Raschke 8’ Winkler 64’ Skok 85’ | Marcatori | 17’ Klee |

| Arbitro: | Rafati |

|           |           |  |
| Kurth 42’ | Marcatori |  |

| Arbitro: | Weber |

|          |           |  |
| Wolf 49’ | Marcatori |  |

| Potsdam 23 agosto 2000, ore 18:00 CEST 5ª giornata | Babelsberg | 0 – 0 referto | Rot-Weiss Essen | Stadio Karl Liebknecht (2 072 spett.)\| Arbitro: \| Grudzinski \| |
| Arbitro:                                           | Grudzinski |               |                 |                                                                   |

| Arbitro: | Weiner |

|                                          |           |  |
| Konjevic 43’ (rig.) Wolf 55’ Raschke 90’ | Marcatori |  |

| Düsseldorf 8 settembre 2000, ore 20:00 CEST 7ª giornata | Fortuna Düsseldorf | 0 – 0 referto | Rot-Weiss Essen | Rheinstadion (7 000 spett.)\| Arbitro: \| Meyer \| |
| Arbitro:                                                | Meyer              |               |                 |                                                    |

| Arbitro: | Bley |

|                           |           |            |
| Wolf 17’, 48’ Raschke 27’ | Marcatori | 88’ Kaiser |

| Dortmund 24 settembre 2000, ore 15:00 CEST 9ª giornata | Borussia Dortmund II | 0 – 0 referto | Rot-Weiss Essen | Stadio Rote Erde (3 060 spett.)\| Arbitro: \| Grabanowski \| |
| Arbitro:                                               | Grabanowski          |               |                 |                                                              |

| Arbitro: | Melms |

|  |           |                     |
|  | Marcatori | 64’ Wojcik 85’ John |

| Arbitro: | Koop |

|                                              |           |                |
| Milde 5’ Bustos 61’ Wächtler 67’ Schmidt 81’ | Marcatori | 27’ Hirschlein |

| 14 ottobre 2000 12ª giornata |  | – turno di riposo |  |  |

| Essen 20 ottobre 2000, ore 20:00 CEST 13ª giornata | Rot-Weiss Essen | 0 – 0 referto | Verl | Georg-Melches-Stadion (5 273 spett.)\| Arbitro: \| Reimer \| |
| Arbitro:                                           | Reimer          |               |      |                                                              |

| Arbitro: | Schriever |

|  |           |                      |
|  | Marcatori | 41’ Raschke 69’ Karp |

| Arbitro: | Wegener-Gärtner |

|                            |           |                                             |
| Chylla 75’ Karp 83’ (rig.) | Marcatori | 7’, 12’ Schultz 62’, 64’ Kruppke 78’ Homola |

| Arbitro: | Voss |

|                                     |           |          |
| Tutas 38’ Stenzel 51’ Scharping 55’ | Marcatori | 59’ Wolf |

| Essen 17 novembre 2000, ore 20:00 CET 17ª giornata | Rot-Weiss Essen | 0 – 0 referto | Union Berlino | Georg-Melches-Stadion (5 924 spett.)\| Arbitro: \| Hahne \| |
| Arbitro:                                           | Hahne           |               |               |                                                             |

| Arbitro: | Schößling |

|           |           |                              |
| Ebbers 6’ | Marcatori | 13’ (aut.) Kläsener 77’ Wolf |

| Arbitro: | Jauch |

|             |           |                                |
| Winkler 56’ | Marcatori | 42’ Falk 87’ Endres 89’ Thomas |

#### Girone di ritorno
| Arbitro: | Müller |

|                  |           |  |
| Karp 8’ Wolf 34’ | Marcatori |  |

| Arbitro: | Jauch |

|  |           |                   |
|  | Marcatori | 75’ Karp 78’ Wolf |

| Arbitro: | Jung |

|                           |           |  |
| Grund 27’ (aut.) Wolf 47’ | Marcatori |  |

| Arbitro: | Weber |

|                            |           |          |
| Schuchardt 13’ Sümnich 25’ | Marcatori | 41’ Wolf |

| Arbitro: | Grudzinski |

|  |           |                               |
|  | Marcatori | 13’ Efe 61’ Küntzel 87’ Röver |

| Arbitro: | Hennecke |

|                                |           |                     |
| Kruskopf 34’ Castilla 38’, 40’ | Marcatori | 67’ (rig.) Konjevic |

| Arbitro: | Grabanowski |

|             |           |                           |
| Raschke 32’ | Marcatori | 56’, 66’ Putilo 90’ Breda |

| Arbitro: | Kemmling |

|                             |           |                                                      |
| Knipper 33’, 78’ Kaiser 58’ | Marcatori | 13’ Konjevic 23’ Brinkmann 36’, 64’ Raschke 56’ Wolf |

| Arbitro: | Gräfe |

|              |           |             |
| Carrilho 45’ | Marcatori | 21’ Mehnert |

| Arbitro: | Jung |

|                                           |           |  |
| John 44’ (rig.) Wojcik 55’, 63’ Bonan 57’ | Marcatori |  |

| Arbitro: | Scheppe |

|                      |           |         |
| Wolf 66’ Polunin 90’ | Marcatori | 44’ Lau |

| 16 aprile 2001 31ª giornata |  | – turno di riposo |  |  |

| Arbitro: | Fleske |

|                               |           |  |
| Schriewersmann 40’ Perdei 87’ | Marcatori |  |

| Arbitro: | Meiwes |

|                            |           |  |
| Raschke 1’, 13’ Bilgin 78’ | Marcatori |  |

| Arbitro: | Gräfe |

|                                                       |           |             |
| Türkmen 46’ Bärwolf 57’ (rig.), 62’ (rig.) Kullig 86’ | Marcatori | 82’ Raschke |

| Arbitro: | Weber |

|              |           |               |
| Konjevic 76’ | Marcatori | 25’ Scharping |

| Arbitro: | Bley |

|              |           |  |
| Teixeira 36’ | Marcatori |  |

| Arbitro: | Hennecke |

|          |           |               |
| Wolf 18’ | Marcatori | 22’ Katriniok |

| Arbitro: | Wegener-Gärtner |

|                                |           |                           |
| Burgdorf 35’ Eigner 70’ (rig.) | Marcatori | 15’ Raschke 23’, 89’ Wolf |

## Statistiche

### Statistiche di squadra
| Competizione      | Punti | In casa | In casa | In casa | In casa | In casa | In casa | In trasferta | In trasferta | In trasferta | In trasferta | In trasferta | In trasferta | Totale | Totale | Totale | Totale | Totale | Totale | DR |
| Competizione      | Punti | G       | V       | N       | P       | Gf      | Gs      | G            | V            | N            | P            | Gf           | Gs           | G      | V      | N      | P      | Gf     | Gs     | DR |
| ----------------- | ----- | ------- | ------- | ------- | ------- | ------- | ------- | ------------ | ------------ | ------------ | ------------ | ------------ | ------------ | ------ | ------ | ------ | ------ | ------ | ------ | -- |
| Regionalliga nord | 47    | 18      | 8       | 5       | 5       | 26      | 22      | 18           | 5            | 3            | 10           | 19           | 32           | 36     | 13     | 8      | 15     | 45     | 54     | -9 |
| Totale            | 47    | 18      | 8       | 5       | 5       | 26      | 22      | 18           | 5            | 3            | 10           | 19           | 32           | 36     | 13     | 8      | 15     | 45     | 54     | -9 |

### Andamento in campionato
| Giornata  | 1  | 2 | 3  | 4 | 5 | 6 | 7 | 8 | 9 | 10 | 11 | 12 | 13 | 14 | 15 | 16 | 17 | 18 | 19 | 20 | 21 | 22 | 23 | 24 | 25 | 26 | 27 | 28 | 29 | 30 | 31 | 32 | 33 | 34 | 35 | 36 | 37 | 38 |
| --------- | -- | - | -- | - | - | - | - | - | - | -- | -- | -- | -- | -- | -- | -- | -- | -- | -- | -- | -- | -- | -- | -- | -- | -- | -- | -- | -- | -- | -- | -- | -- | -- | -- | -- | -- | -- |
| Luogo     | T  | C | T  | C | T | C | T | C | T | C  | T  |    | C  | T  | C  | T  | C  | T  | C  | C  | T  | C  | T  | C  | T  | C  | T  | C  | T  | C  |    | T  | C  | T  | C  | T  | C  | T  |
| Risultato | P  | V | P  | V | N | V | N | V | N | P  | P  |    | N  | V  | P  | P  | N  | V  | P  | V  | V  | V  | P  | P  | P  | P  | V  | N  | P  | V  |    | P  | V  | P  | N  | P  | N  | V  |
| Posizione | 17 | 9 | 12 | 8 | 8 | 6 | 7 | 3 | 5 | 7  | 10 | 12 | 13 | 10 | 13 | 13 | 13 | 12 | 12 | 11 | 10 | 9  | 9  | 9  | 10 | 13 | 10 | 10 | 14 | 11 | 12 | 12 | 12 | 13 | 13 | 14 | 14 | 13 |

Legenda:

Luogo: C = Casa; T = Trasferta. Risultato: V = Vittoria; N = Pareggio; P = Sconfitta.

### Statistiche dei giocatori
| H. Backhaus   | 21 | 0  | 3  | 0 |
| M. Baum       | 1  | 0  | 0  | 0 |
| A. Bilgin     | 5  | 1  | 1  | 0 |
| M. Borzek     | 19 | 0  | 1  | 0 |
| D. Brinkmann  | 19 | 1  | 5  | 0 |
| M. Carrilho   | 21 | 1  | 4  | 0 |
| C. Chylla     | 29 | 1  | 8  | 0 |
| M. Förster    | 1  | 0  | 0  | 0 |
| S. Glogic     | 3  | 0  | 0  | 0 |
| M. Guglielmi  | 1  | 0  | 0  | 0 |
| O. Hirschlein | 11 | 1  | 1  | 1 |
| H. Karp       | 19 | 4  | 4  | 0 |
| M. Kaya       | 19 | 0  | 6  | 0 |
| E. Koen       | 25 | 0  | 4  | 2 |
| I. Konjevic   | 32 | 4  | 6  | 3 |
| C. Müller     | 24 | 0  | 1  | 0 |
| A. Polunin    | 21 | 1  | 2  | 0 |
| H. Rahner     | 11 | 0  | 3  | 1 |
| U. Raschke    | 34 | 11 | 11 | 1 |
| M. Rayer      | 9  | 0  | 3  | 0 |
| O. Skok       | 29 | 1  | 3  | 1 |
| D. Smjecanin  | 22 | 0  | 3  | 0 |
| K. Szóllar    | 22 | 0  | 3  | 0 |
| D. Tempel     | 3  | 0  | 1  | 0 |
| M. Voike      | 13 | 0  | 1  | 1 |
| B. Weigelt    | 2  | 0  | 0  | 0 |
| W. Wiesner    | 12 | 0  | 0  | 0 |
| A. Winkler    | 32 | 2  | 6  | 0 |
| S. Wolf       | 35 | 15 | 10 | 0 |